# 스테파나케르트

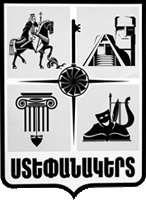
시장(市章)

스테파나케르트(아르메니아어: Ստեփանակերտ Stepanakert, 러시아어: Степанакерт) 또는 한캔디(아제르바이잔어: Xankəndi, 튀르키예어: Hankendi)는 원래 바라라큰(아르메니아어: Վարարակն)으로 불렸던 도시이다. 원래 나고르노카라바흐 전쟁 이후 남캅카스에 있는 아르차흐 공화국의 수도이자, 최대 도시로서 사실상 아르메니아가 29년동안 지배하고 있었으나, 2023년 9월 28일부로 아제르바이잔이 탈환하였다. 도시의 인구는 2015년 기준으로 55,200명으로, 아르메니아인이 절대적 다수였으나, 아제르바이잔의 탈환 이후 주민들의 대다수가 아르메니아 본토로 돌아갔다. 해발 813m 고도에 있다.

## 역사

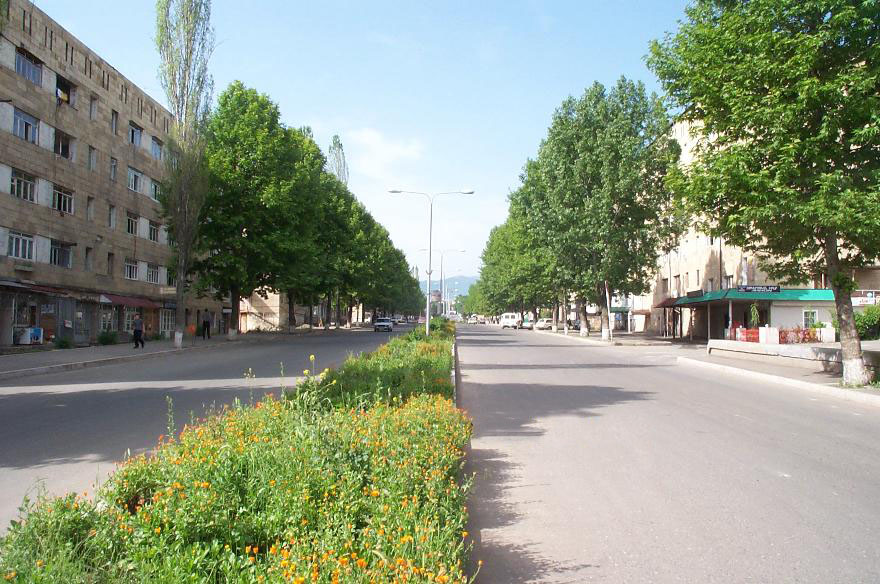
스테파나케르트의 대로(大路)

중세기 아르메니아 자료에 따르면, 이 도시는 바라큰(Վարարակն, "급격한 봄")이라는 이름으로 처음 언급되며, 1847년에 한캔디라는 이름으로 바뀐다. 아제르바이잔 자료에는 18세기 후반 카라바흐 칸국에 의해 창건되어 그때부터 한캔디("칸의 마을")라고 불렸다고 한다.
1923년 소비에트 정권은 스테판 샤후먄의 이름을 따 도시명을 개칭하였고, 슈샤 학살로 피폐해진 슈샤를 대신해서 나고르노카라바흐 자치공화국의 수도로 만들었다. 1940년에 도시로 승격되었고, 인구도 10,459명(1939년)에서 33,000명(1978년)으로 늘었다. 나고르노카라바흐 전쟁 중 크게 파괴되었다가, 1994년 이후 비공식 휴전 상태에 있다.
2020년 아르메니아-아제르바이잔 전쟁에서 아르메니아가 패배한 후 한동안 불안정한 지위를 유지하고 있다가 2023년 9월 28일에 아르차흐 공화국이 국가 해산을 선언하면서 아제르바이잔이 탈환했다.

## 기후
| Stepanakert의 기후       | Stepanakert의 기후 | Stepanakert의 기후 | Stepanakert의 기후 | Stepanakert의 기후 | Stepanakert의 기후 | Stepanakert의 기후 | Stepanakert의 기후 | Stepanakert의 기후 | Stepanakert의 기후 | Stepanakert의 기후 | Stepanakert의 기후 | Stepanakert의 기후 | Stepanakert의 기후 |
| 월                       | 1월                | 2월                | 3월                | 4월                | 5월                | 6월                | 7월                | 8월                | 9월                | 10월               | 11월               | 12월               | 연간               |
| ------------------------ | ------------------ | ------------------ | ------------------ | ------------------ | ------------------ | ------------------ | ------------------ | ------------------ | ------------------ | ------------------ | ------------------ | ------------------ | ------------------ |
| 일평균 최고 기온 °C (°F) | 4.7 (40.5)         | 5.2 (41.4)         | 9.0 (48.2)         | 16.1 (61.0)        | 19.5 (67.1)        | 24.5 (76.1)        | 28.1 (82.6)        | 27.1 (80.8)        | 23.2 (73.8)        | 16.4 (61.5)        | 11.4 (52.5)        | 7.3 (45.1)         | 16.0 (60.9)        |
| 일일 평균 기온 °C (°F)   | 1.1 (34.0)         | 1.4 (34.5)         | 5.1 (41.2)         | 11.6 (52.9)        | 15.3 (59.5)        | 19.8 (67.6)        | 23.1 (73.6)        | 22.3 (72.1)        | 18.7 (65.7)        | 12.6 (54.7)        | 10.1 (50.2)        | 3.7 (38.7)         | 12.1 (53.7)        |
| 일평균 최저 기온 °C (°F) | −2.6 (27.3)        | −2.5 (27.5)        | 1.1 (34.0)         | 7.0 (44.6)         | 11.0 (51.8)        | 15.1 (59.2)        | 18.4 (65.1)        | 17.4 (63.3)        | 14.2 (57.6)        | 8.7 (47.7)         | 4.0 (39.2)         | 0.1 (32.2)         | 7.7 (45.8)         |
| 평균 강수량 mm (인치)    | 19 (0.7)           | 25 (1.0)           | 42 (1.7)           | 49 (1.9)           | 102 (4.0)          | 79 (3.1)           | 41 (1.6)           | 27 (1.1)           | 34 (1.3)           | 39 (1.5)           | 35 (1.4)           | 13 (0.5)           | 505 (19.9)         |
| 평균 강수일수            | 6                  | 6                  | 10                 | 10                 | 14                 | 10                 | 4                  | 4                  | 6                  | 6                  | 5                  | 4                  | 85                 |
| 출처: NOAA               |                    |                    |                    |                    |                    |                    |                    |                    |                    |                    |                    |                    |                    |

## 유명 출신자
- 로베르트 코차랸 - 아르메니아 2대 대통령
- 세르지 사르키샨 - 아르메니아 3대 대통령